# Tanjung Kemang
Tanjung Kemang is een bestuurslaag in het regentschap Ogan Komering Ilir van de provincie Zuid-Sumatra, Indonesië. Tanjung Kemang telt 438 inwoners (volkstelling 2010).